# Team-Kleingruppen-Modell
Das Team-Kleingruppen-Modell ist eine an integrierten Gesamtschulen entwickelte pädagogische Unterrichtsform.

## Historische Entwicklung
Entwickelt wurde es in den 1970er Jahren zeitlich parallel an den Gesamtschulen von Köln-Holweide, Köln-Höhenhaus, Göttingen-Geismar und Hannover-Linden: Jeweils drei Klassen eines Jahrgangs werden während der Sekundarstufe I von derselben Lehrergruppe unterrichtet und die verschiedenen Schüler einer Klasse arbeiten ebenfalls in Gruppen zusammen.
Angeregt wurde dieses Konzept vom School-in-school-System in den USA.
Die Gründung von Gesamtschulen wurde in dieser Zeit im Sinne einer größeren Chancengerechtigkeit für alle Kinder von den amtierenden Bildungspolitikern unterstützt, und besonders die Stadt Köln plante Neubauten für vier große Schulen dieses Typs. Die bildungspolitische Offenheit der damaligen Zeit wirkte sich auch darin aus, dass an den neuen Gesamtschulen bereits ein Jahr vor ihrer Gründung Planstellen für Schulpsychologen geschaffen wurden, die ein Planungskonzept mit erarbeiten sollten.
Die Stadt Köln wollte mit ihren neuen Gesamtschulen möglichst vielen Schülern Platz bieten und hatte deshalb sehr große Schulen geplant, die mit zwölf Parallelklassen jährlich beginnen und im Endausbau etwa dreitausend Schüler umfassen sollten. Diese Ausgangslage führte beispielsweise im Didaktischen Ausschuss der Gesamtschule von Köln-Holweide zu Überlegungen, wie eine solche Schule untergliedert werden könnte, um eine für Lehrer und Schüler erträgliche Lebens- und Arbeitswelt herzustellen. Die neue Schule war zugleich als Ganztagsschule geplant. Gleichzeitig sollten demokratischere Strukturen in der Schulorganisation verankert und eine Kooperation unter den Lehrern institutionalisiert werden. Als Antwort auf diese Fragen und auch als Lösung von verschiedenen Problemen bereits bestehender Gesamtschulen entstand das Team-Kleingruppen-Modell.
Die Bedeutung dieser neuen pädagogischen Konzeption wurde sehr schnell sichtbar. Es entstand eine ganz andere Art von Schule. Diese neue Gruppen-Konzeption stellte eine gemeinsame Basis für alle Lehrer des Kollegiums dar, die auch alle Teams miteinander verband, auch wenn sie voneinander relativ unabhängig arbeiteten. Obwohl die Schule von Jahr zu Jahr mit etwa dreißig neuen Lehrern sich vergrößerte, blieb diese verbindende Funktion der Konzeption erhalten.

## Schwierigkeiten
Zu Beginn hatten die Lehrergruppen Schwierigkeiten, die sehr heterogene Schülerschaft in Gruppen zu unterrichten, weil sie keine Ausbildung dafür mitbrachten und von Seiten der Schule noch keine passenden Methoden zur Verfügung standen. Die Lehrergruppen fühlten sich teilweise mit den Problemen überfordert, eine Schule mit dieser Kooperationsstruktur aufzubauen. In ihren Teams entwickelten sich ebenfalls Probleme. Diskussionen, die später unter dem Gegensatzpaar „Anspruch und Wirklichkeit“ geführt wurden, spiegelten diese Schwierigkeiten wider. Trotz der nicht unerheblichen Belastungen entstand unter den Lehrern nie der Wunsch, die Kooperationsstruktur der Schule prinzipiell zu verändern.
Die Schule arbeitete trotz vieler Probleme erfolgreich und eine Teamkooperation unter Lehrern wurde von immer mehr Schulen aufgegriffen. Mittlerweile organisierten sich vor allem neue Gesamtschulen als Teamschulen, aber auch Gymnasien fingen an, sich für kooperative Strukturen unter Lehrern zu interessieren. Denn durch die in der pädagogischen Diskussion beschriebenen neuen Aufgaben der Schule, die beispielsweise durch die Zunahme von Scheidungs-Familien, ein Anwachsen von Drogenkonsum und Gewalt an Schulen entstehen, fühlten sich immer mehr Pädagogen als einzelne Lehrer überfordert.

## Organisationsprinzipien des Team-Kleingruppen-Modells
Durch die bildungspolitische Offenheit, die zur Einrichtung von Gesamtschulen geführt hatte, war die notwendige Veränderung von Schulstrukturen als Voraussetzung für die Realisierung veränderter pädagogischer Zielvorstellungen möglich geworden. Die Kollegien der neu einzurichtenden Gesamtschulen hatten Freiheiten, die ihnen im traditionellen Rahmen des dreigliedrigen Schulwesens nicht zur Verfügung standen. Durch den Status der Gesamtschulen als Versuchsschulen, für die neue Strukturen erst entwickelt werden mussten und über deren Funktionieren nur wenige Erfahrungen vorlagen, waren die planenden Lehrer und Schulpsychologen von den sonst wirksamen bürokratischen Strukturen der alten Schulformen befreit. Zudem war vom Deutschen Bildungsrat empfohlen worden, den Schulen mehr Selbständigkeit zu gewähren:
„Die verstärkte Selbständigkeit trägt der Tatsache Rechnung, dass die komplexen Vorgänge des Unterrichts nicht bis ins einzelne zentral bestimmt werden können. Die Partizipation der Beteiligten trägt der Tatsache Rechnung, dass eine Institution nicht unabhängig von den in ihr tätigen Menschen wirksam entscheiden und handeln kann.“ (1973, S. 17)
Der Deutsche Bildungsrat hatte mit der größeren Unabhängigkeit der Institutionen und der Beteiligung der Mitarbeiter an der Planung ihrer Arbeit wesentliche Merkmale des Human-relation-Modells für die Schulen eingefordert, die sie von den im gesamten Schulwesen geltenden Prinzipien der Verwaltungsbürokratie partiell löste.
So fand beispielsweise in der Gesamtschule Köln-Holweide in dem Jahr, in dem der Didaktische Ausschuss (bestehend aus Lehrern, die an der neu zu gründenden Gesamtschule Holweide arbeiten wollten) die zukünftige Schulstruktur plante, ein instituierender Prozess statt, der weitgehend einer Selbstbestimmung entspricht. Die „Trennung zwischen Führenden und Ausführenden, zwischen Herrschenden und Beherrschten“ (Lapassade) war bei der Entwicklung der Schulkonzeption innerhalb der Planungsgruppe, dem zukünftigen Kollegium und seiner Schulleitung, weitgehend aufgehoben. Wie weit sich die planende Gruppe von den hierarchisch geprägten Strukturen der Verwaltungsorganisation der Schule trotz Beachtung der geltenden Rahmenbedingungen entfernt hatte, zeigten die kritischen Reaktionen der Schulaufsicht, nachdem ihr der Planungsbericht der Schule vorgelegt worden war.
Für die Gesamtschule Holweide wurde folgende Organisationsform entwickelt, die auch bei anderen Team-Kleingruppen-Schulen in den Grundzügen ähnlich ist:
- Jeweils drei Klassen bilden zusammen mit einer Lehrergruppe von sechs bis sieben Personen eine Pädagogische Einheit. Das Lehrerteam unterrichtet seine Klassen in allen Fächern und bleibt mit ihnen während der Sekundarstufe I zusammen.

- Jede Klasse wird in heterogene Kleingruppen von fünf oder sechs Schülern unterteilt, die über einen längeren Zeitraum stabil, d. h. in ihrer Zusammensetzung unverändert bleiben. Heterogen werden die Gruppen bezüglich der Merkmale Geschlecht, Schulleistung und sozialem Verhalten zusammengesetzt.

- Im Rahmen der Gesamtkonzeption der Schule haben die Lehrerteams weitgehende pädagogische und organisatorische Selbständigkeit. Sie bestimmen selber ihre Unterrichtsverteilung und nach organisatorischen Vorgaben ihren Stundenplan. Sie regeln ihren Vertretungsunterricht und planen ihr erzieherisches Vorgehen. Die Lehrer im Team sind gleichberechtigt.

Die Unterteilung der Schule in überschaubare Einheiten hatte neben den beschriebenen pädagogischen Gründen auch noch einen praktisch zwingenden Hintergrund. Die Stadt Köln als Schulträger hatte 1975 für ihre drei gleichzeitig zu gründenden Gesamtschulen Holweide, Höhenhaus und Chorweiler geplant, jedes Jahr 12 Parallelklassen mit ca. 400 Schülern neu einzurichten und damit im Endausbau über 3.000 Schüler und 200 Lehrer aufzunehmen. Die Vision dieser Massenschule erschreckte die im Didaktischen Ausschuss von Holweide planenden Lehrer. Für Lehrer wie Schüler musste durch die Untergliederung der Schule in kleinere Einheiten die allein schon durch die Größe drohende Orientierungslosigkeit abgewendet werden. Die Struktur des Team-Kleingruppen-Modells erschien auch aus dieser Perspektive als die geeignete Lösung für die zu erwartenden Probleme.